# 夢一夜 (漫画)
『夢一夜-まいぼーい神話-』（ゆめひとよ-まいぼーいしんわ-）は、美村あきのによる日本の漫画作品。『別冊少女フレンド』（講談社）にて、1984年3月号・4月号・7月号にかけて連載された。1985年に単行本が発刊。
この項では単行本に同時収録された『ジンジャー・キッス』についても解説する。
講談社では、しばらく絶版状態であったが、大洋図書より2022年9月に電子版が発売され、各種Webコミックサイトで閲覧できるようになった。

## 夢一夜

### あらすじ
早坂るい子は白薔薇女子学園という全寮制女子高の生徒だが、しばしば守衛の目を盗んで門限破りをしていた。かつて彼女はずっと南の海辺の街で暮らしており、そこで出会った岩瀬弘貴というミュージシャン志望の少年に出会い、結婚の約束をし、彼を追って上京してきたのであった。
外出許可証を貰ったクラスメートとともにライブハウスに向かう途中で、るい子は弘貴と再会する。弘貴と同棲すべく寮を飛び出したるい子だったが、約束の時間を過ぎても彼は現れず、道端で倒れてしまう。そんな彼女を介抱したのは、中野草司という中年の画家だった。彼は「ビムロスの夜」という画題をテーマに何枚も絵を描き続けていた。

### 登場人物
早坂るい子（はやさか るいこ）
主人公。自分のことを「シンデレラ」とからかう学友に対して、「眠り姫」だと呟く。恋人の弘貴の情報を得るために、大学生と身分を詐称してアルバイトをしたり、ライブハウスに入り浸ったりしている。前の学校での成績が優秀であったため、現在の全寮制の高校に通えているが、生活態度が悪いと生活指導室に呼び出されている。
弘貴と再会し、駆け落ちをしようとするが、行き倒れになり、成り行き上、中野草司の家に厄介になる。
岩瀬弘貴（いわせ こうき）
ギタリスト志望の少年。るい子の住んでいた海辺の街ではライブハウスの人気者であった。自分にはるい子が必要だと言い、るい子の高校卒業後に結婚する約束を交わしていた。ミュージシャンとしてビッグになることが夢。
中野草司（なかの そうじ）
古い洋館に一人暮らしをしている中年の画家。貧血で倒れた身許の知れないるい子のことを助け、自宅に連れ込んでいる。通いの美大生の弟子が一人いる。「ビムロスの夜」を絵にかくことを一生の夢としており、何枚描いてもどこかが足りないとこぼしている。夢を追いかけてむなしくならないか、その夢がかなう保証がどこにあるのかという、るい子の問いかけに、保証はないけれども、だからこそ一生賭けてでも追いかけてみたいと思う、と答える。
ナナ
弘貴の相方の歌手。

### 用語
ビムロスの夜
もやがかかり、空が紫のレースをかけたように見える夜のこと。草司はすべての人に幸せになって貰いたいという夢をこめてこの画題の絵を描いている。るい子は彼のビムロスの絵を、綺麗だけれどさみしい、さみしいけれど懐かしいような温かさをもっていると感じている。

## ジンジャー・キッス
『ジンジャー・キッス』は、美村あきのによる日本の漫画作品。『別冊少女フレンド』（講談社）1982年（昭和57年）11月号に掲載された。『夢一夜』のテーマの原形とも言うべき作品。
単行本『夢一夜-まいぼ－い神話-』に収録されている。大洋図書版でも同様。

### あらすじ
少女モデルの弓樹茗は「おすましメイ」と呼ばれるほど表情が固く、緊張しやすい性格だった。そんな彼女が唯一表情をほころばせるのは、カメラマンの諸戸茂思のことを語る時だった。ある時、茗は諸戸の写真展で、唯一風景を撮影した作品を見つけ、感銘を受ける。その夜、偶然遭遇した諸戸に自分が見た風景写真の素晴らしさを語るが、諸戸はそれを皮肉と受け取り、冷たい反応しか返さなかった。酒に酔っていた茗はショックのあまり大騒ぎをして失神し、そのまま諸戸の家で一夜を過ごしてしまう。そこで茗は、諸戸が好きなジャンルの写真で認められないという苦悩を耳にすることになる。

### 登場人物
弓樹茗（ゆみき めい）
16歳の少女モデル。背が高く、肌が白く、髪も目も薄茶色というモデルとしては好条件の体質だが、人前で笑うのが苦手で、屈折した性格だと周りからは思われている。ファッションフォトグラファーの諸戸茂思のファンで、夢は彼のモデルに一度でもなることだった。諸戸と知り合ったことがきっかけで表情が自然になり、仕事も順調に進む一方で、より諸戸のことを慕うようになり、なぜ麗羅が夫の夢を理解しようとしないのか、もどかしく思うようになる。
諸戸茂思（もろと しげし）
ファッションフォトグラファーで、妻の麗羅をモデルとした写真で名を馳せている。だが、実はネイチャーフォトを撮影するのが夢。個展で一枚だけ出展した風景写真を批評家に酷評され、荒れているところで茗と出会った。自分の写真を認めてくれた茗に次第に惹かれてゆき、彼女をモデルに写真を撮りたいと思うようになる。
麗羅（れいら）
諸戸の妻でトップモデル。諸戸のネイチャーフォトを趣味の領域で続ければ良いと諭し、諸戸の本領はファンションフォトグラファーだと指摘する。諸戸の茗への感情に気づいている。茗に諸戸が愛しているものは自分でも茗でもなく、アフリカにあると語り、自分は今の生活が大事で、それを失ったら生きてゆけないと、と茗に語る。

## 書誌情報
- 美村あきの 『夢一夜-まいぼ－い神話-』 講談社〈別冊フレンドKC〉1985年4月10日発売[4]、ISBN 978-4-06-106629-8
- 美村あきの 『夢一夜-まいぼ－い神話-』 大洋図書〈クイーンズセレクション〉2022年9月26日発売、ASIN B0B9LWY359、電子書籍のみ。